# Katedra Kościoła Chrystusowego w Nelson
Katedra Kościoła Chrystusowego (ang. Christ Church Cathedral) – anglikańska świątynia znajdująca się w nowozelandzkim mieście Nelson.

## Historia
Pierwsze nabożeństwo na wzgórzu, na którym wznosi się świątynia, odprawiono 1 lutego 1842. Po sześciu tygodniach miejsce modlitwy przeniesiono do baraków należących do New Zealand Company. W 1842 miejscowość odwiedził bp George Selwyn, który przekazał wiernym namiot do sprawowania nabożeństw. W 1843 roku po zabiciu przez Maorysów kilku osadników wzgórze ufortyfikowano – otoczono je fosą i wałami. Po kilku latach przestano obawiać się zagrożenia, a wzgórze zostało wykupione przez bpa Selwyna. Fortyfikacje rozebrano, a w 1851 konsekrowano tu drewniany kościół. Budynek przebudowano i powiększono w 1859 i ponownie w 1866 roku. 16 lutego 1887 kościół konsekrowano po kolejnej rozbudowie. W tym samym roku, po petycji wysłanej przez mieszkańców do królowej Wiktorii, świątynię wyniesiono do godności katedry.
W 1893 iglica wieży została zniszczona podczas trzęsienia ziemi, a uszkodzoną wieżę rozebrano w roku 1921. Jeszcze w tym samym roku kościół został zniszczony przez pożar. W 1925 grożący zawaleniem budynek rozebrano. 
W sierpniu 1925 gubernator generalny Charles Fergusson wmurował kamień węgielny pod odbudowę katedry. Frank Peck sporządził projekt w stylu neogotyku angielskiego. Wskutek przejścia trzęsienia ziemi w Murchison oraz wybuchu wielkiego kryzysu znacznie wzrosły koszty budowy. Z tego powodu w 1932 roku prace wstrzymano, świątynię przykryto prowizorycznym dachem oraz wstawiono do niej ołtarz główny ze starszego kościoła. W 1954 podjęto decyzję o wznowieniu budowy w znacznie uproszczonej formie. Prace ukończono w roku 1967, a konsekracja miała miejsce 14 kwietnia 1972. W 1984 wnętrze przebudowano wg projektu Milesa Warrena.

## Architektura i wyposażenie
Świątynia łączy cechy neogotyku oraz modernizmu. Do kościoła prowadzą tzw. schody kościelne, zwane również schodami Cawthrona, otwarte 20 września 1912 i zadedykowane lokalnemu przedsiębiorcy Thomasowi Cawthronowi. Wnętrze świątyni zdobią m.in. trzy chorągwie z bitwy o Gallipoli oraz liczne tablice pamiątkowe. Organy zostały wykonane w Londynie w roku 1872, ich przebudowy miały miejsce w latach 1932, 1970 i 1993. Mają trzy manuały, pedał i 2481 piszczałek. Dzwony kościoła napędzane za pomocą mechanizmu Ellacombe.

## Galeria

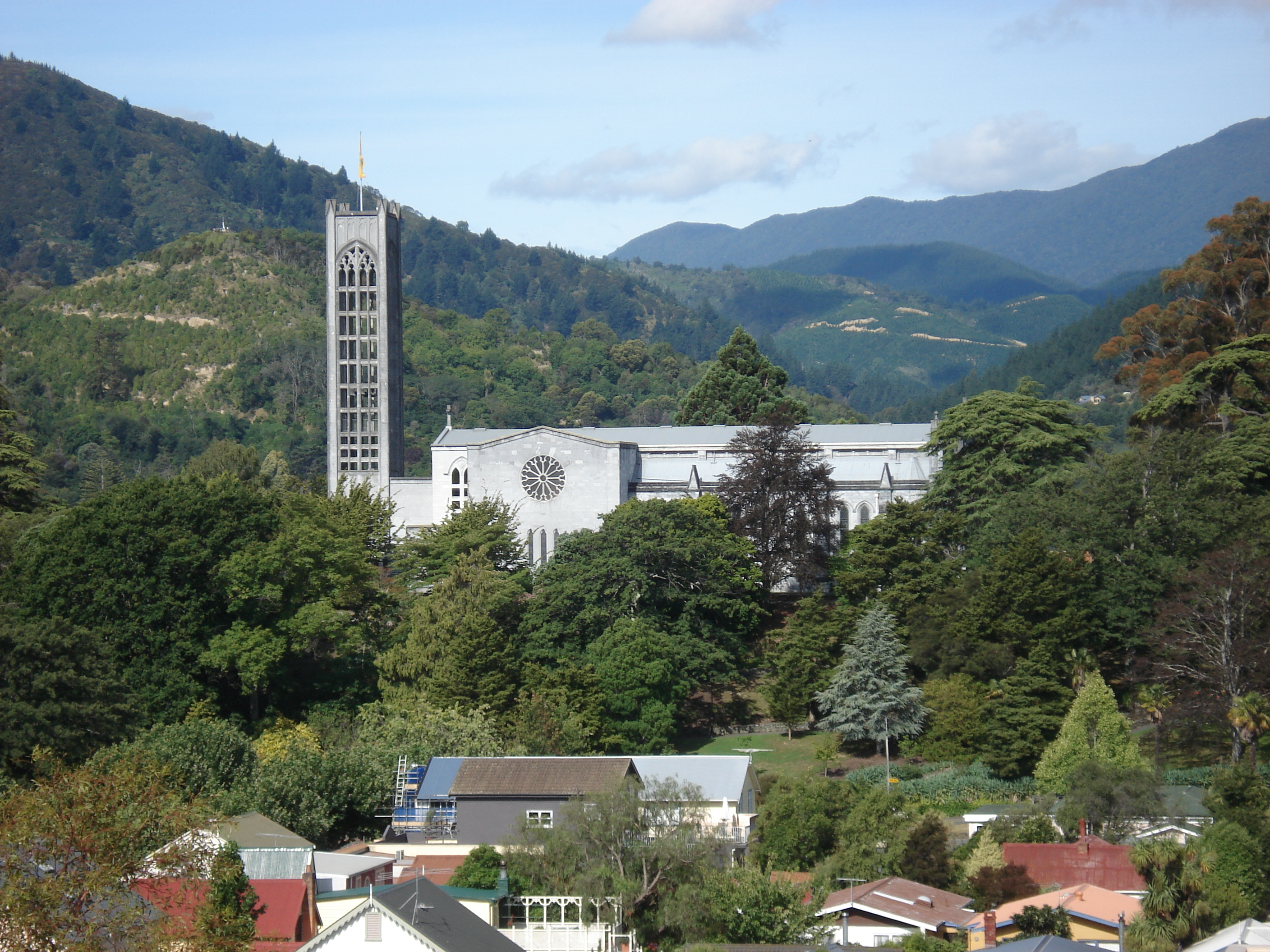
Widok z zachodu
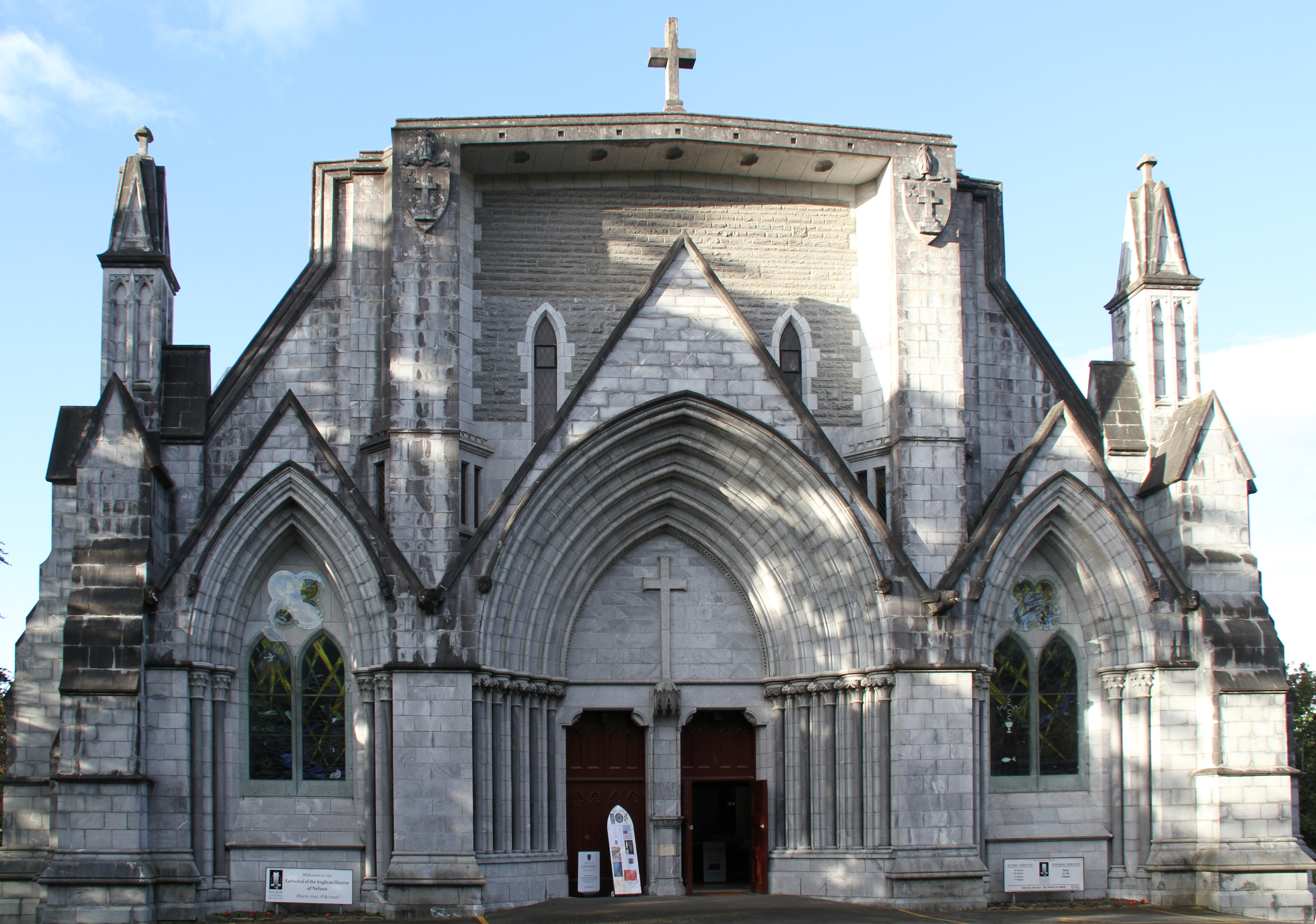
Fasada
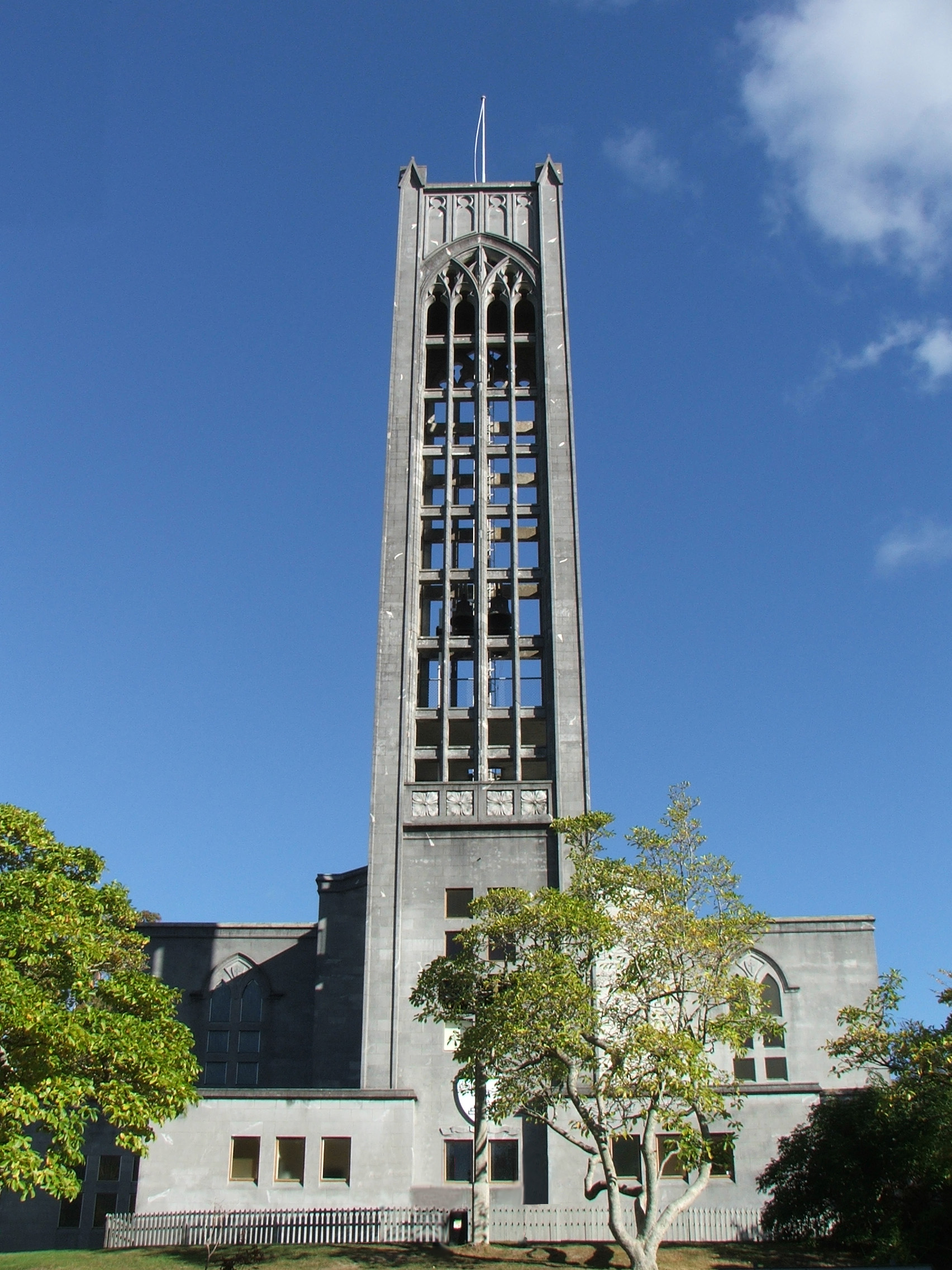
Wieża
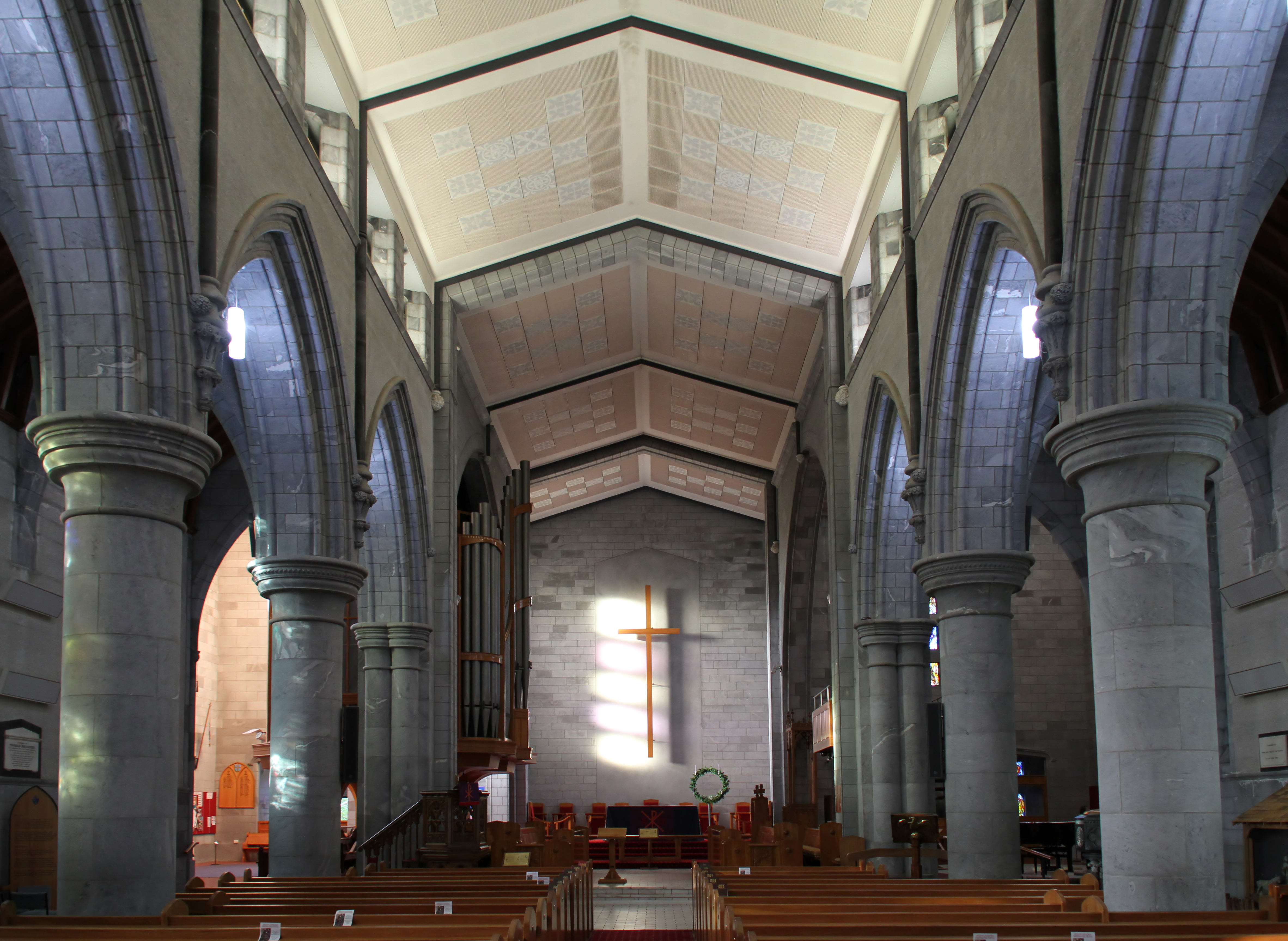
Wnętrze
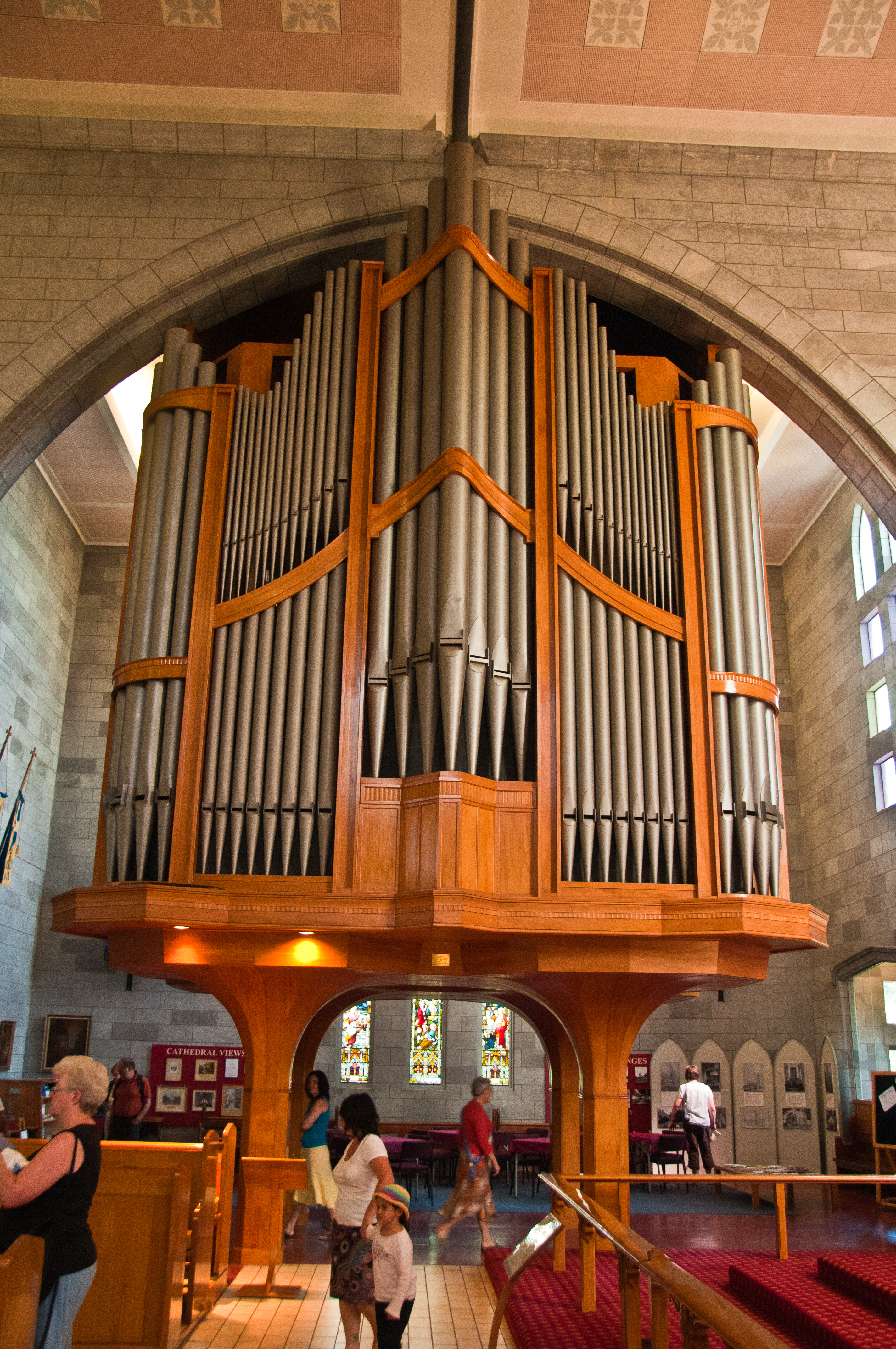
Organy
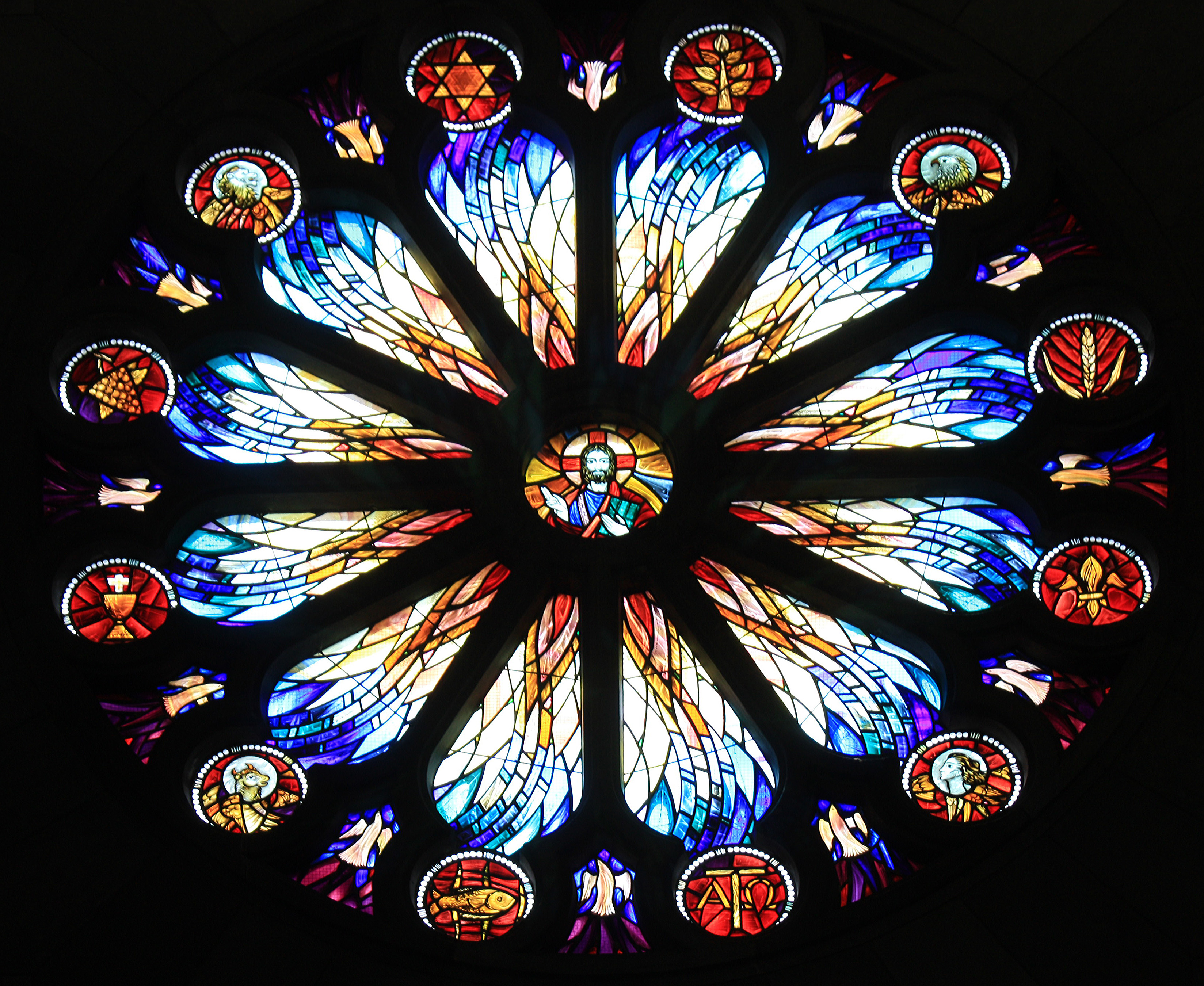
Rozeta